# Ho un sogno (album)
Ho un sogno è il diciassettesimo album in studio della cantante italiana Anna Oxa, pubblicato nel 2003.

## Descrizione
L'album, dai toni riflessivi e intimisti segna il frutto della collaborazione tra la stessa Oxa con diversi autori, in particolare con Marco Falagiani e Marco Carnesecchi, con i quali scrive molti pezzi del disco.
È con Cambierò che Anna si presenta al Festival di Sanremo 2003, iniziando la promozione dell'album.
Altri singoli estratti sono Questa sono io e Il muro, brano presentato dall'artista al Festivalbar dello stesso anno.

## Promozione

### Singoli estratti dall'album
- Cambierò
- Questa sono io
- Il muro

## Tracce
1. Questa sono io – 4:09 (testo: Marco Falagiani, Luca Nesti, Anna Oxa – musica: Marco Falagiani, Gianluca Nesti)
2. Ho un sogno – 4:16 (testo: Marco Carnesecchi, Marco Falagiani, Anna Oxa – musica: Marco Falagiani)
3. Cambierò – 4:00 (testo: Marco Carnesecchi, Marco Falagiani, Anna Oxa – musica: Marco Falagiani)
4. Io sono quella che sono – 0:49
5. Giovanni – 5:16 (Marco Falagiani)
6. Figlio – 4:40 (testo: Marco Carnesecchi, Marco Falagiani, Anna Oxa – musica: Marco Falagiani)
7. Il muro – 4:09 (Marco Carnesecchi, Marco Falagiani)
8. Figlio parti per la tua Odissea – 1:19
9. Di questo amore – 3:42 (testo: Marco Carnesecchi, Marco Falagiani, Anna Oxa – musica: Marco Falagiani)
10. La mia coscienza – 4:16 (testo: Donato D'Amico, Marco Carnesecchi, Marco Falagiani – musica: Donato D'Amico)
11. Piccolo violino – 4:25 (testo: Marco Carnesecchi, Marco Falagiani, Anna Oxa – musica: Marco Falagiani)
12. Ho un sogno enorme e irrinunciabile – 0:44
13. Ultime novità – 3:25 (testo: Marco Carnesecchi, Marco Falagiani, Anna Oxa – musica: Marco Carnesecchi, Marco Falagiani)

Durata totale: 45:10

## Formazione
- Anna Oxa – voce
- Fabrizio Palermo – basso
- Ivan Ciccarelli – batteria, percussioni
- Massimiliano Agati – batteria
- Marco Falagiani – pianoforte, tastiera, Fender Rhodes
- Riccardo Galardini – chitarra acustica, chitarra classica
- Massimo Barbieri – programmazione
- Carmelo Isgrò – basso
- Jack Tama – percussioni
- Olen Cesari – violino
- Angela Savi – violino
- Costanza Costantino – violino
- Claudia Rizzitelli – violino
- Margherita Canestro – violino
- Claudia Mannocci – violino
- Riccardo Capanni – violino
- Angela Tomei – violino
- Vieri Bugli – violino
- Elida Pali – violoncello
- Jacopo Luciani – violoncello
- Laura Lumachi – viola
- Paolo Clementi – viola

## Classifiche
| Classifica (2003) | Posizione massima |
| ----------------- | ----------------- |
| Italia            | 7                 |